# .303 브리티시

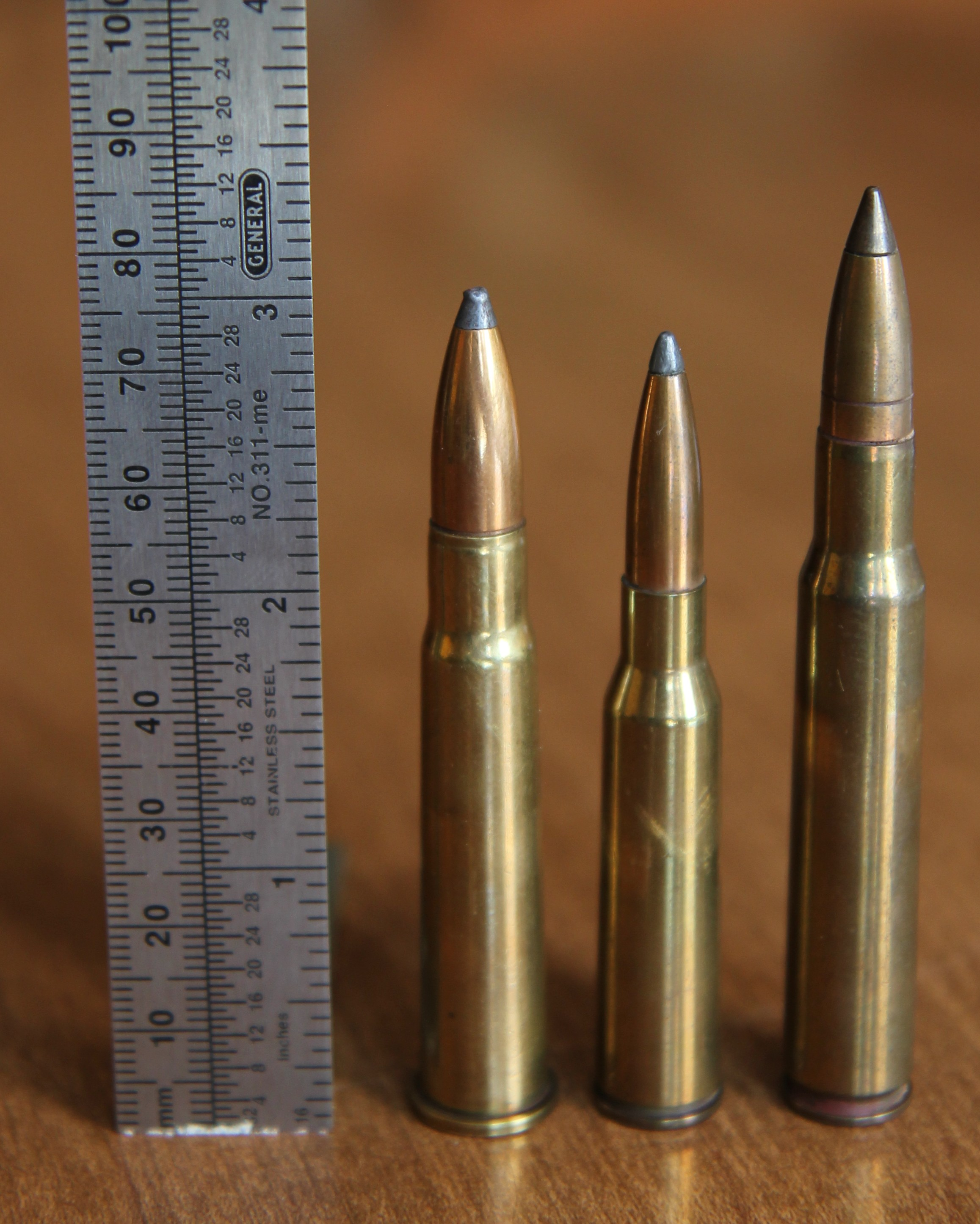
왼쪽에서 오른쪽으로: .303 브리티시, 6.5×50mmSR 아리사카, .30-06 스프링필드 탄도 팁 탄약

.303 브리티시(.303 British, C.I.P.와 SAAMI에서는 303 브리티시로 지정) 또는 7.7×56mmR은 .303-인치 (7.7 mm) 구경의 림드, 테이퍼드 보틀넥 중앙 격발 소총 탄약통이다. .303인치 구경은 전통적인 흑색 화약 관행을 따르는 유럽에서 일반적인 방법처럼 강선 강선 사이에서 측정된다.
이 탄약은 1888년 12월 리-메트퍼드 소총용으로 임시방편으로 도입된 흑색 화약 탄약으로 영국에서 처음 제조되었다. 1891년부터 탄약통은 처음부터 의도했던 무연 화약을 사용했지만, 어떤 무연 화약을 채택할지에 대한 결정이 지연되었다. 이 탄약은 1889년부터 1950년대에 7.62 × 51 mm NATO로 교체될 때까지 소총 및 기관총용 표준 영국 및 영연방 군용 탄약이었다.

## 탄약통 사양
.303 브리티시는 3.64 mL (56 gr H2O)의 탄약통 케이스 용량을 가진다. 케이스의 눈에 띄는 테이퍼링된 외부 형태는 까다로운 조건에서도 볼트액션 소총 및 기관총 모두에서 안정적인 탄약통 장전 및 추출을 용이하게 하도록 설계되었다.

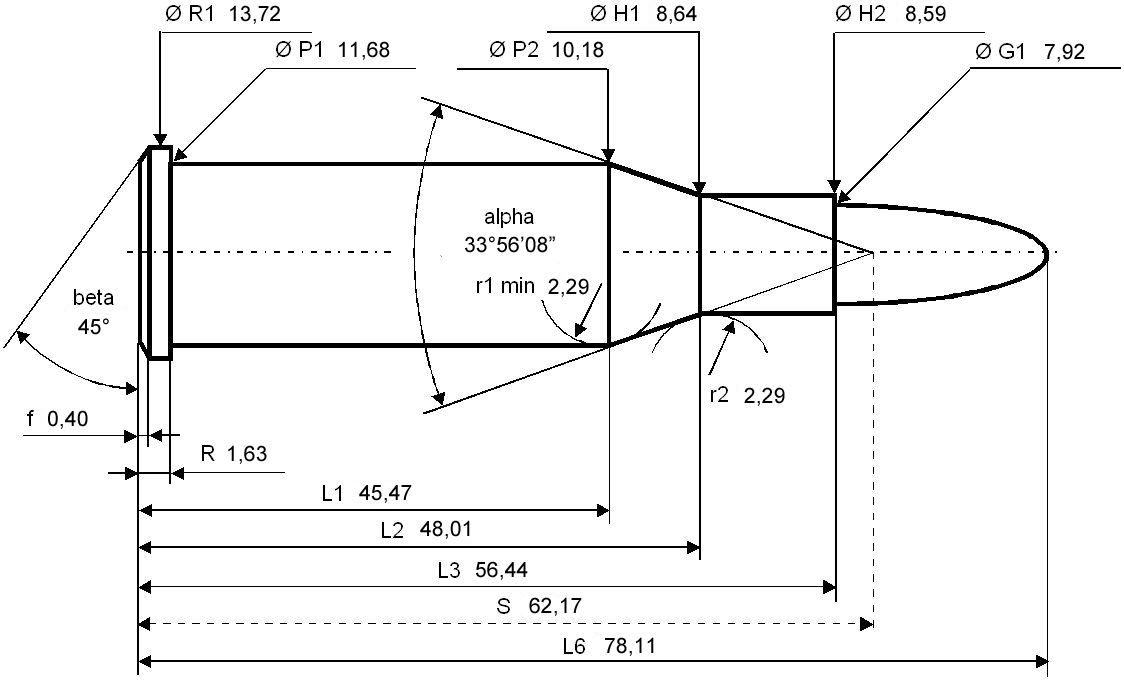
.303 브리티시 최대 C.I.P. 탄약통 치수. 모든 치수는 밀리미터(mm)이다.

미국인들은 숄더 각도를 알파/2 ≈ 17도로 정의한다. 이 탄약통의 일반적인 강선 연사율은 254 mm (10.0 in)이며, 5개의 홈이 있고, 랜즈 직경은 7.70 밀리미터 (0.303 in), 홈 직경은 7.92 밀리미터 (0.312 in), 랜즈 폭은 2.12 밀리미터 (0.083 in)이며, 뇌관 유형은 베르단 또는 복서(대형 소총용)이다.
Commission internationale permanente pour l'épreuve des armes à feu portatives(CIP)의 공식 규정에 따르면, .303 브리티시는 최대 3,650 바 (365.0 MPa; 52,940 psi)의 피에조 압력을 견딜 수 있다. CIP 규제 국가에서는 모든 소총 탄약통 조합이 소비자에게 판매를 인증받기 위해 이 최대 CIP 압력의 125%로 방수 테스트를 거쳐야 한다. 이는 CIP 규제 국가에서 .303 브리티시가 장전된 총기들이 2023년 기준, 4,562 바 (456.2 MPa; 66,170 psi) PE 피에조 압력으로 방수 테스트를 받는다는 것을 의미한다.
Sporting Arms and Ammunition Manufacturers' Institute(SAAMI)에 따르면 이 탄약통의 최대 평균 압력(MAP)은 49,000 psi (338 MPa) 피에조 압력 (45,000 CUP)이다.
.303 인치 (7.7 mm)는 오래된 흑색 화약 명칭을 따르는 랜즈 사이에서 측정된 보어의 공칭 크기이다. 홈 사이에서 측정된 보어의 공칭 크기는 .311 인치 (7.9 mm)이다. 많은 .303 군용 잉여품 소총의 보어는 종종 약 .309 to .318 인치 (7.8–8.1 mm) 범위로 발견된다. 표준 .303 브리티시 탄약통에 권장되는 탄두 직경은 .312 인치 (7.9 mm)이다.

## 군사적 사용

### 역사와 개발
영연방 군대에서 70년 이상의 복무 기간 동안 .303인치 (7.7 mm) 탄약통은 볼 패턴으로 10개의 마크를 거쳐 결국 약 26가지 변형으로 확장되었다. .303 브리티시의 볼트 추력은 20세기 초에 사용된 다른 많은 서비스 탄약에 비해 상대적으로 낮다.

### 추진제
초기 .303 브리티시 서비스 탄약통은 흑색 화약을 추진제로 사용했으며, 1888년 마르티니-헨리 소총을 대체한 리-메트퍼드 소총용으로 채택되었는데, 이 소총은 이 추진제에서 발생하는 오염을 줄이도록 설계된 강선을 가지고 있었다. 일부 마르티니-헨리 소총은 새로운 .303을 "마르티니-메트퍼드"로 사용하기 위해 재배럴링되었다.
리-메트퍼드는 영국 폭발물 위원회가 당시 시장에 출시되던 발리스사이트, 코르다이트, 라이플라이트 등 다양한 무연 화약을 실험하기 위한 시험 플랫폼으로 사용되었다. 발리스사이트는 용해성 나이트로셀룰로스와 니트로글리세린으로 구성된 스틱형 무연 화약이었다. 코르다이트는 니트로글리세린, 건-코튼, 미네랄 젤리로 구성된 스틱형 또는 '다진' 무연 화약이었고, 라이플라이트는 용해성 및 불용성 나이트로셀룰로스, 페닐 아미다조벤젠, 그리고 프랑스 무연 화약과 유사한 휘발성 물질로 구성된 진정한 나이트로셀룰로스 화약이었다. 코르다이트와 달리 라이플라이트는 플레이크 화약이었고 니트로글리세린을 포함하지 않았다. 당시 사용 가능했던 모든 무연 화약을 사용하는 얕은 메트퍼드 강선의 과도한 마모로 인해 병기 당국은 총신 수명을 늘리기 위해 엔필드 조병창이 설계한 새로운 유형의 총신 강선을 도입하게 되었다. 재설계된 소총은 1895년에 리-엔필드로 도입되었다. 광범위한 테스트 후 폭발물 위원회는 마크 II .303 브리티시 서비스 탄약통에 코르다이트를 사용하기로 선택했다.

### 탄환
초기 .303 마크 I 및 마크 II 서비스 탄약통은 215-그레인 (13.9 g), 둥근 코, 구리-니켈 전피갑탄 탄두에 납 코어를 사용했다. 테스트 결과 코르다이트와 함께 사용할 때 서비스 탄두의 재킷이 너무 얇다는 것이 밝혀진 후, 평평한 바닥과 더 두꺼운 구리-니켈 재킷을 가진 마크 II 탄두가 도입되었다.

### 마크 II – 마크 VI

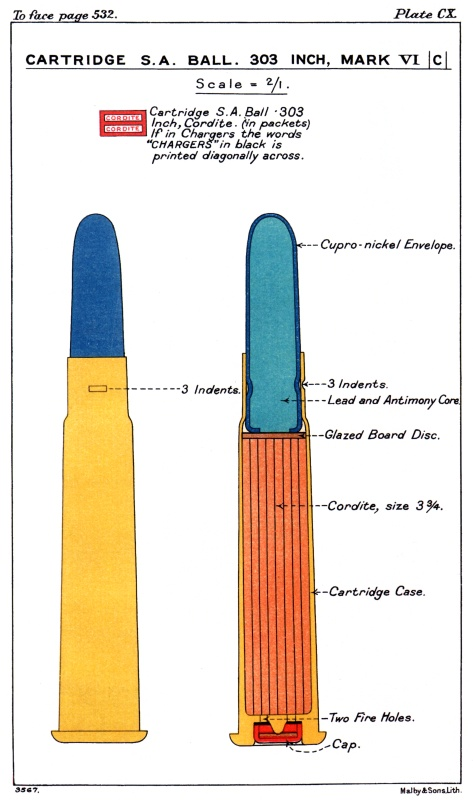
1904년 Mk VI 탄약의 종단면도, 둥근 코 탄환을 보여줌

Mk II 둥근 코 탄환은 전투에서 사용될 때 만족스럽지 못하다는 것이 밝혀졌다. 특히 1897년 치트랄 원정과 1897-98년 인도 북서 변경의 티라 작전 중에 제한된 수량으로 발행된 "덤덤탄" 확장 탄두 탄약과 비교할 때 더욱 그러했다. 이로 인해 1898년 탄약 S.A. 볼 .303인치 코르다이트 마크 III이 도입되었는데, 기본적으로 원래의 215그레인(13.9g) 탄두에 코어의 납을 노출시키기 위해 재킷이 잘라내진 형태였다. 그러나 Mk III 탄약은 생산 문제로 인해 거의 즉시 철회되었고, 다음 해 2월에 유사한 Mk IV 중공탄 장전이 도입되어 영국, 캐나다, 뉴질랜드에서 대량 생산되었다. 마흐디 전쟁의 중요한 옴두르만 전투 이후, 육군 의료군의 마티아스 소령은 Mk IV 탄환에 두 번 맞은 젊은 남자를 관찰했다.

그는 무릎 위 왼쪽 다리에 총상을 입었다. 총상 입구는 깨끗하게 잘려 매우 작았다. 발사체는 내측과 바로 위 대퇴골에 맞았는데, 이 뼈의 하단 전체와 경골 상단이 산산조각 났고, 무릎 관절은 완전히 파괴되었다.

그는 또한 오른쪽 어깨에 부상을 입었었다... 어깨 관절과 견갑골 전체가 산산조각 났다. 두 경우 모두 출구 상처의 흔적은 없었다.
Mk IV 중공탄의 설계는 탄환의 무게를 뒤로 이동시켜 일반적인 둥근 코 탄환보다 안정성과 정확성을 향상시켰다. 이러한 연성 코 및 중공탄은 인체 표적에 효과적이었지만, 발사 시 외부 금속 재킷이 벗겨지는 경향이 있었다. 후자는 가끔 총신에 박혀 위험한 장애물을 유발했다. 이는 10월 후반에 개정된 Mk V 장전(논란의 여지가 많았는데, 8월에 이미 헤이그 협약이 그러한 확장 탄환의 군사적 사용을 불법으로 규정했기 때문)이 도입되면서 해결되었는데, 이는 납 코어에 2%의 안티몬을 추가하고 길이가 1.3mm 늘어난 것을 제외하면 Mk IV 탄약과 동일했다.
확장 탄환에 대한 우려는 1899년 헤이그 협약에서 스위스 및 네덜란드 대표들에 의해 제기되었다. 스위스는 "고통을 증가시키는" 소화기 탄약에 대해 우려했고, 네덜란드는 남아프리카의 보어인 정착민들에 대한 영국군의 처우에 대한 대응으로 영국 마크 III .303 장전에 초점을 맞췄다. 영국과 미국의 방어는 중공탄과 같은 특정 탄환 디자인에 초점을 맞추지 말고 대신 "불필요한 부상"을 야기하는 탄환에 초점을 맞춰야 한다는 것이었다. 당사자들은 결국 확장 탄환 사용을 자제하기로 합의했다. 협약 서명국에 대한 확장 탄환 사용이 비인도적으로 간주됨에 따라 Mk III, Mk IV, Mk V는 현역에서 철수되었다. 남은 재고(4천5백만 발 이상)는 표적 연습용으로 사용되었다. 마크 III 및 기타 확장형 .303 탄약은 제2차 보어 전쟁(1899-1902) 동안 발행되지 않았다. 보어 게릴라들은 전쟁 중 영국군에 대해 확장 사냥용 탄약을 사용했다고 알려져 있으며, 뉴질랜드 영연방 병사들은 헤이그 협약 이후 승인 없이 개인적으로 마크 III 탄약을 가져왔을 수도 있다.
Mk III, IV, V를 대체하기 위해 1904년에 마크 VI 탄약이 도입되었는데, 이는 Mk II와 유사한 둥근 코 탄환을 사용했지만 약간의 확장을 유발하도록 설계된 더 얇은 재킷을 가지고 있었지만 실제로는 그렇지 않은 것으로 판명되었다.

### 마크 VII

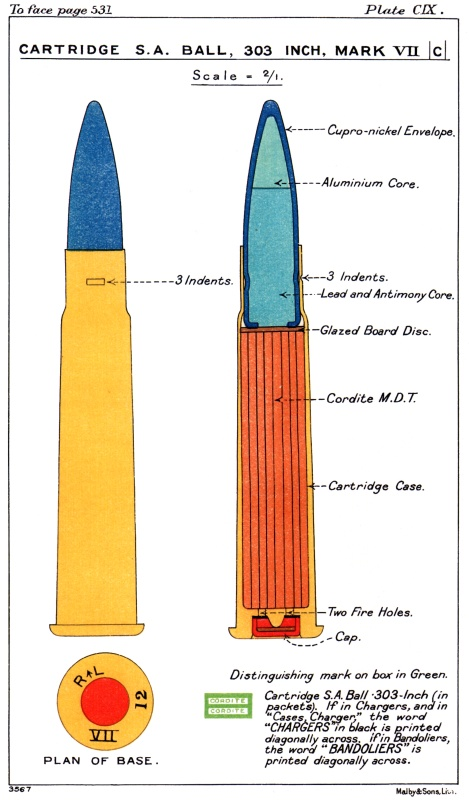
1915년경 Mk VII 탄약의 종단면도, "꼬리 무거운" 디자인을 보여줌

1898년, 푸토 조병창(APX)은 8×50mmR 르벨 탄약통을 위한 "발 D" 설계로 뾰족한 "스피처" 탄약의 도입을 통해 탄환 설계를 혁신했다. 뾰족한 것 외에도, 탄환은 더 높은 총구 속도를 내기 위해 훨씬 더 가벼웠다. 속도가 증가할수록 탄환이 갑자기 훨씬 더 치명적으로 변한다는 것이 밝혀졌다.
1910년, 영국은 Mk VI 탄약통을 보다 현대적인 디자인으로 교체할 기회를 잡았다. Mark VII 장전은 174 gr (11.28 g)의 뾰족한 평평한 바닥 탄환을 사용했다. .303 브리티시 마크 VII 탄약통은 37 gr (2.40 g)의 코르다이트 MDT 5-2(튜브로 압축된 코르다이트 MD)로 장전되었으며, 총구 속도는 2,440 ft/s (744 m/s)였고 최대 사거리는 약 3,000 yd (2,700 m)이었다. Mk VII는 이전의 .303 탄환 디자인이나 일반적인 스피처 발사체와 달랐다. 비록 일반적인 스피처 형태의 전피갑탄처럼 보이지만, 이 외관은 기만적이었다. 설계자들은 Mk 7 탄환 내부의 앞쪽 3분의 1을 납 대신 캐나다산 알루미늄이나 테나이트(셀룰로스 플라스틱), 목재 펄프 또는 압축 종이로 만들었고, 상처 감염을 막기 위해 오토클레이브 처리했다. 이 가벼운 코 부분은 탄환의 무게 중심을 뒤로 이동시켜 꼬리가 무겁게 만들었다. 비록 탄환은 총신의 강선으로 인해 가해지는 자이로스코프 힘 때문에 비행 중 안정적이었지만, 표적에 명중했을 때는 매우 다르게 행동했다. 탄환이 표적에 명중하고 감속하자마자, 더 무거운 납 베이스는 탄환이 격렬하게 피치하고 변형되도록 하여 표준 단일 코 스피처 디자인보다 더 심각한 탄도 외상을 유발했다. Mk VII 탄환은 금속 재킷이 코어를 완전히 덮고 있었기 때문에 헤이그 협약을 준수하는 것으로 간주되었다. 협약은 "핵심을 완전히 덮지 않는 단단한 외피를 가진 탄환이나 홈이 있는 탄환과 같이 인체 내부에서 쉽게 팽창하거나 형태를 바꿀 수 있는 탄환의 사용"만을 금지했다. 1914년 12월 독일 교수 K. 스타가르트는 Mk VII 탄환이 "뼈와 같은 단단한 물체와 가벼운 접촉에도 정기적으로 ...분해"되어 "폭발적인 효과"를 내며, 몸 안에 대포와 같은 파편을 남긴다고 언급했다.
Mk VIIz (그리고 나중에 Mk VIIIz) 탄약은 Dupont No. 16 싱글 베이스 나이트로셀룰로스 플레이크형 추진제를 기반으로 하는 41 gr (2.66 g)의 무연 화약을 사용한다. 제1차 세계 대전에서 처음 도입된 나이트로셀룰로스 버전은 유형 뒤에 "z" 접미사가 붙었다 (예: 마크 VIIz, 탄두 무게 175 gr (11.34 g)).

#### .276 엔필드
.303 브리티시 탄약은 리-엔필드 소총과 함께 제2차 보어 전쟁 이후 심하게 비판받았다. 그들의 무거운 둥근 코 탄두는 총구 속도가 낮아 마우저 Model 1895에서 발사된 7×57mm 탄약에 비해 불리했다. 고속 7×57mm는 더 평탄한 탄도와 더 긴 사거리를 가지고 있어 남아프리카 평원의 개방된 지형에서 탁월했다. 1910년, 더 강력한 장거리 교체 탄약에 대한 설계 작업이 시작되었고, 1912년에 .276 엔필드로 등장했다. 영국은 또한 리-엔필드 소총을 마우저 M98 볼트액션 설계를 기반으로 한 패턴 1913 엔필드 소총으로 교체하려고 했다. 비록 탄약이 더 나은 탄도학적 성능을 가졌지만, 1913년의 부대 시험에서는 과도한 반동, 총구 섬광, 총신 마모 및 과열과 같은 문제점이 드러났다. 더 시원하게 연소되는 추진제를 찾으려는 시도가 있었지만, 제1차 세계 대전의 발발로 1914년에 추가 시험은 중단되었다. 그 결과, 리-엔필드 소총은 유지되었고, .303 브리티시 탄약(개선된 마크 VII 장전과 함께)은 계속 사용되었다.

### 마크 VIIIz
1938년 마크 VIIIz "유선형 탄약"이 비커스 기관총의 사거리를 늘리기 위해 승인되었다. 유선형 탄환은 7.5×55mm 스위스 GP11 발사체를 기반으로 했으며 Mk VII 탄환보다 약간 길고 무거워 175 gr (11.34 g)였다. 주요 차이점은 탄환 끝에 보트테일이 추가되었고, Mk VIIIz의 경우 37 to 41 gr (2.40 to 2.66 g)의 니트로셀룰로스 무연 화약을 추진제로 사용하여 총구 속도가 2,525 ft/s (770 m/s)에 달했다. 그 결과, 약실 압력은 Mk VII(z) 탄약의 39,000 psi (268.9 MPa)에 비해 장전에 따라 40,000 to 42,000 psi (275.8 to 289.6 MPa)으로 더 높아졌다. 마크 VIIIz 유선형 탄약은 약 4,500 yd (4,115 m)의 최대 사거리를 가졌다. Mk VIIIz 탄약은 "모든 적절히 조준된 .303인치 소화기 (무기) 및 기관총"용으로 설명되었는데 – 소총과 브렌 경기관총은 50,000 psi (344.7 MPa)으로 시험되었다 – 그러나 이전 Mk VII 탄약을 사용하던 무기에서 심각한 총신 침식을 일으켰으며, 이는 보트테일 발사체의 유로화 효과 때문으로 추정되었다. 결과적으로, 저섬광이 중요하거나 비상 상황을 제외하고는 소총 및 경기관총의 일반적인 사용이 금지되었다. 공식 금지령의 결과로, 병기 인력은 Mk VIIIz 탄약을 손에 넣을 수 있는 모든 병사들이 즉시 자신의 소총에 사용했다고 보고했다.

### 예광탄, 철갑탄 및 소이탄
예광탄과 철갑탄은 1915년에 도입되었으며, 1916년에는 Mark VII.Y로 폭발성 포메로이 탄두가 도입되었다.
여러 소이탄이 체펠린 비행선 위협에 대응하기 위해 1914년부터 개인적으로 개발되었으나, 1916년 후반 브록 디자인이 BIK Mark VII.K로 승인되기 전까지는 승인된 것이 없었다. 발명가인 프랭크 브록 RNVR은 브록 불꽃놀이 제조 가족의 일원이었다. 대체펠린 임무에는 일반적으로 염소산 칼륨을 포함하는 브록 탄환, 다이너마이트를 포함하는 포메로이 탄환, 자연발화성 노란 인을 포함하는 버킹엄 탄환이 혼합된 기관총이 사용되었다. 나중에 소이탄은 드 와일드로 알려졌는데, 발사 시 눈에 보이는 흔적을 남기지 않는다는 장점이 있었다. 드 와일드는 나중에 1940년 영국 본토 항공전 동안 전투기 총에서 상당수 사용되었다.
이 탄약들은 수년간 광범위하게 개발되었고 여러 마크 번호를 거쳤다. 영국군에 마지막으로 도입된 예광탄은 1945년 G 마크 8이었고, 마지막 철갑탄은 1945년 W 마크 1Z였으며, 마지막 소이탄은 1942년 B 마크 7이었다. 폭발성 탄환은 탄환에 포함될 수 있는 폭발물의 양이 상대적으로 적어 효과가 제한적이었기 때문에 1933년 이후 영국에서는 생산되지 않았으며, 그 역할은 마크 6 및 7 소이탄 사용으로 대체되었다.
1935년, .303 O 마크 1 관측탄이 기관총용으로 도입되었다. 이 탄환의 탄두는 충격 시 연기 구름과 함께 분해되도록 설계되었다. 나중에 마크 6 및 7 소이탄도 이 역할로 사용될 수 있었다.
제1차 세계 대전 동안 영국 공장만으로 7,000,000,000발의 .303 탄약이 생산되었다. 다른 나라의 공장들도 이 총계에 크게 기여했다.

### 연필
소모된 .303 탄약통은 제1차 세계 대전 동안 군인들에게 지급된 프린세스 메리 크리스마스 선물 상자 중 일부에 포함된 탄환 연필의 케이스를 만드는 데 사용되었다.

## 탄피와 색상 코드

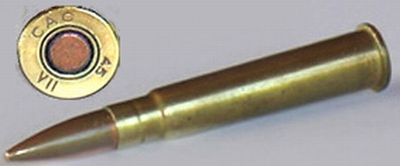
.303 브리티시 탄약통 (Mk VII), CAC에서 1945년에 제조

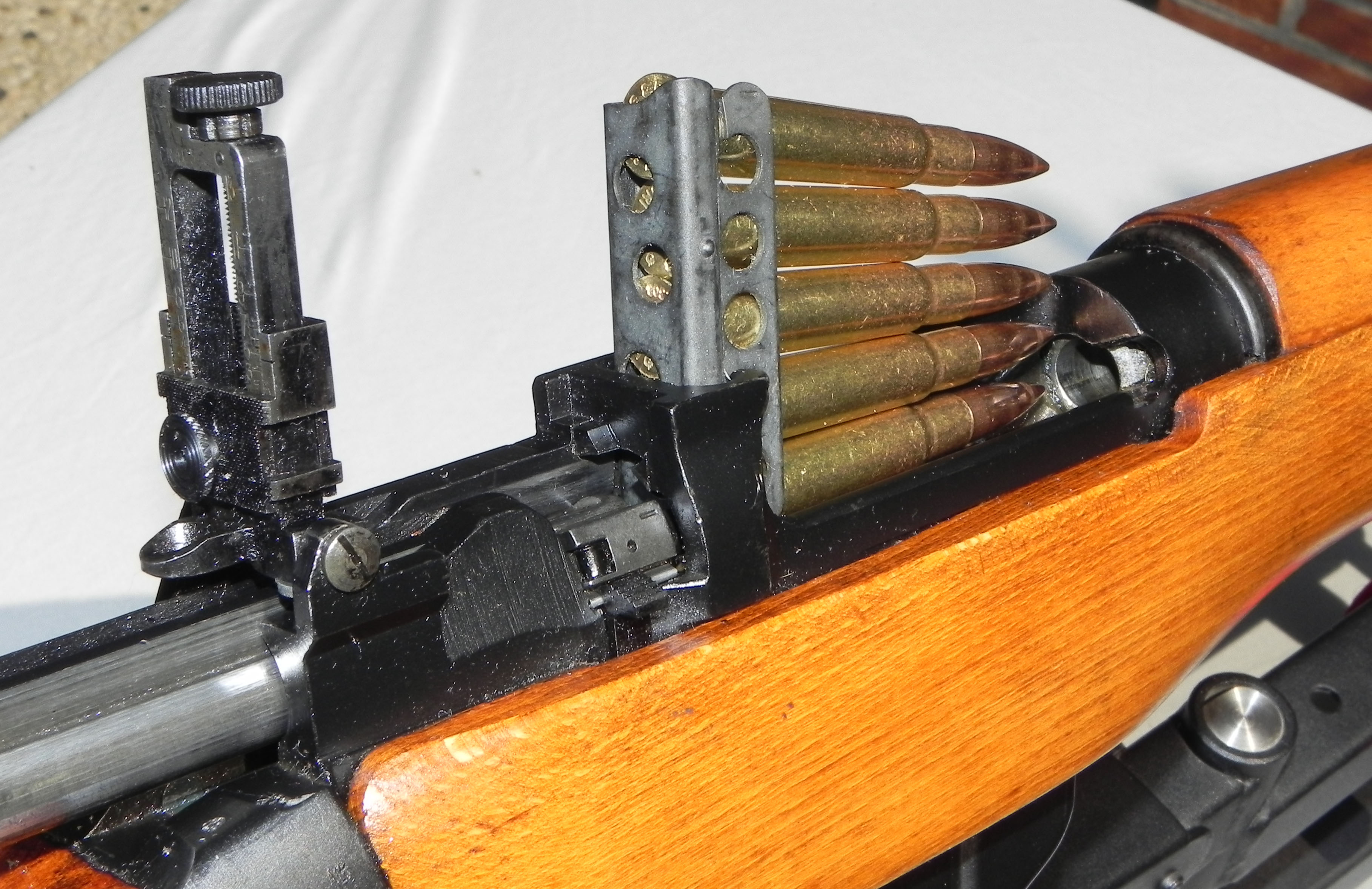
5발들이 차저가 리-엔필드 No. 4 Mk 2 소총에 장전될 준비가 된 모습

| 헤드스탬프 ID          | 뇌관 띠 색상 | 탄두 끝 색상 | 기타 특징                                     | 기능적 유형               |
| ---------------------- | ------------ | ------------ | --------------------------------------------- | ------------------------- |
| VII 또는 VIIZ          | 보라색       | 없음         | 없음                                          | 볼                        |
| VIIIZ                  | 보라색       | 없음         | 없음                                          | 볼                        |
| G1, G2, G3, G7 또는 G8 | 빨간색       | 없음         | 없음                                          | 예광탄                    |
| G4, G4Z, G6 또는 G6Z   | 빨간색       | 흰색         | 없음                                          | 예광탄                    |
| G5 또는 G5Z            | 빨간색       | 회색         | 없음                                          | 예광탄                    |
| W1 또는 W1Z            | 녹색         | 없음         | 없음                                          | 철갑탄                    |
| VIIF 또는 VIIFZ        | 없음         | 없음         | 없음                                          | 반철갑탄 (1916–1918)      |
| F1                     | 녹색         | 없음         | 없음                                          | 반철갑탄 (1941)           |
| B4 또는 B4Z            | 파란색       | 없음         | 탄두 재킷의 단차                              | 소이탄                    |
| B6 또는 B6Z            | 파란색       | 없음         | 없음                                          | 소이탄                    |
| B7 또는 B7Z            | 파란색       | 파란색       | 없음                                          | 소이탄                    |
| O.1                    | 검은색       | 검은색       | 없음                                          | 관측탄                    |
| PG1 또는 PG1Z          | 빨간색       | 없음         | 케이스 바닥에 파란색 띠                       | 연습-예광탄               |
| H1Z                    | 없음         | 없음         | 케이스 앞쪽 절반 검게 칠함                    | 유탄 발사기               |
| H2                     | 없음         | 없음         | 케이스 전체 검게 칠함                         | 유탄 발사기               |
| H4                     | 없음         | 없음         | 각 끝에서 3⁄4 in (19 mm)만큼 케이스 검게 칠함 | 유탄 발사기               |
| H7Z                    | 없음         | 없음         | 케이스 뒤쪽 절반 검게 칠함                    | 유탄 발사기 (고성능 장전) |

## 일본의 7.7mm 탄약

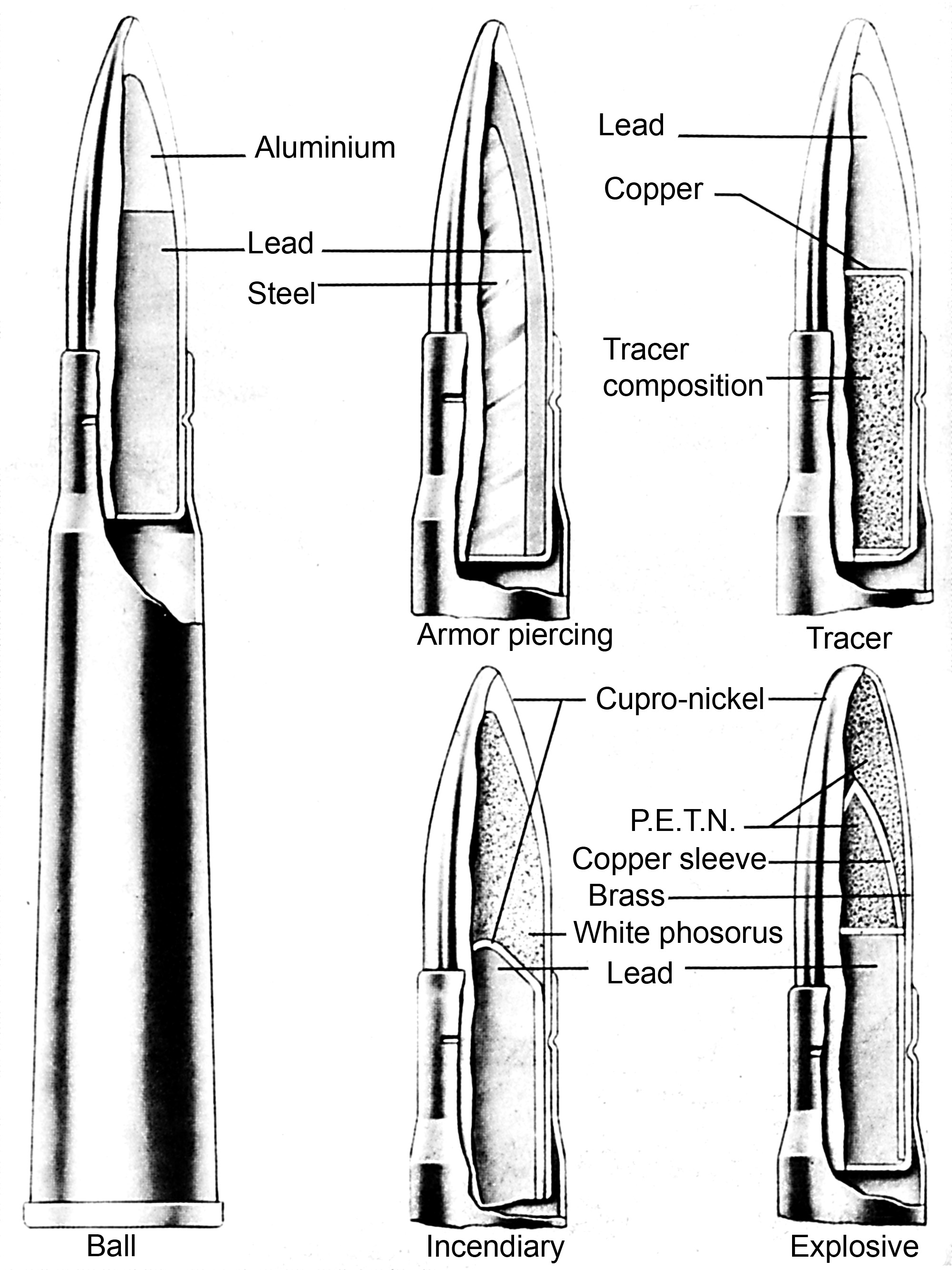
일본에서 생산된 5가지 유형의 탄약의 단면도

일본 제국 해군 항공대는 1918년에 .303 기관총으로 무장한 로-고 코가타 수상비행기를 채택했으며, 이 구경은 제1차 세계 대전 이후 일본 제국 육군 항공대가 획득한 잉여 제1차 세계 대전 협상국 항공기 목록에 흔히 사용되었기 때문에 전간기 동안에도, 심지어 제2차 세계 대전 내내 해군 항공기에서도 계속 사용되었다. 일본은 영국 루이스 경기관총 (일본 92식 중기관총)과 비커스 기관총을 직접 복사한 여러 기관총과 이들을 위한 탄약을 생산했다. 일본 버전의 영국 총기에서 사용된 7.7mm 탄약은 .303 브리티시 (7.7×56mmR) 림드 탄약통을 직접 복사한 것으로, 다른 일본 기관총 및 소총에서 사용된 7.7×58mm 아리사카 림리스 및 7.7×58mm 92식 세미-림드 탄약통과는 확연히 다르다.
- 볼: 174 그레인 (11.3 g). 구리-니켈 재킷에 복합 알루미늄/납 코어. 검은색 뇌관.
- 철갑탄: 강철 코어에 황동 재킷. 흰색 뇌관.
- 예광탄: 130 그레인 (8.4 g). 납 코어에 구리-니켈 재킷. 빨간색 뇌관.
- 소이탄: 133 그레인 (8.6 g). 백린과 납 코어에 황동 재킷. 녹색 뇌관.
- H.E.: PETN과 납 코어에 구리 재킷. 보라색 뇌관.

참고: 표준 일본 볼 탄약은 영국 Mk 7 탄약통과 매우 유사했다. 두 탄약은 동일한 탄두 무게와 "꼬리 무거운" 디자인을 가졌으며, 단면도에서 볼 수 있다.

## 민간 사용
.303 탄약통은 특히 호주, 캐나다, 뉴질랜드, 그리고 미국과 남아프리카에서는 덜하지만 잉여 군용 소총과 함께 많은 스포츠 용도로 사용되었다. 캐나다에서는 어떤 게임에도 적합한 것으로 판명되었다. 호주에서는 군용 소총을 .303/25 및 .303/22로 리배럴링하는 것이 일반적이었다. 그러나 .303 탄약은 여전히 모든 사냥용 게임, 특히 숲이 우거진 지역의 삼바사슴을 위한 사냥용 탄약으로 상당한 인기를 유지하고 있다. 리스고 암스에 LA102 센터파이어 소총을 .303 특수판으로 출시하도록 요청하는 change.org 청원은 호주뿐만 아니라 전 세계적으로 상당한 주목을 받았다. 남아프리카에서는 보어 전쟁 동안 보어인들이 노획한 .303 리-엔필드 소총이 스포츠 용도로 개조되어 위험하지 않은 게임 사냥꾼들 사이에서 인기를 얻었으며, 비교적 작은 임팔라부터 거대한 엘런드 및 쿠두까지 모든 것에 적합하다고 여겨졌다.

### 상업용 탄약

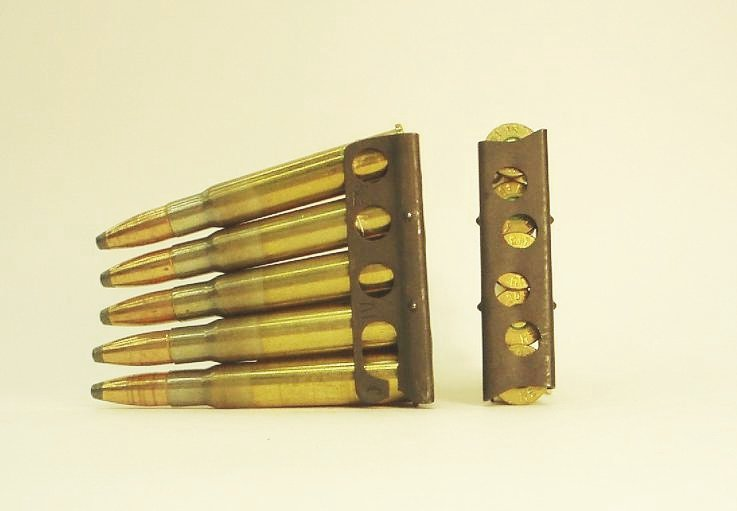
리-엔필드 5발 차저에 장전된 상업용 소프트 포인트 .303 브리티시.

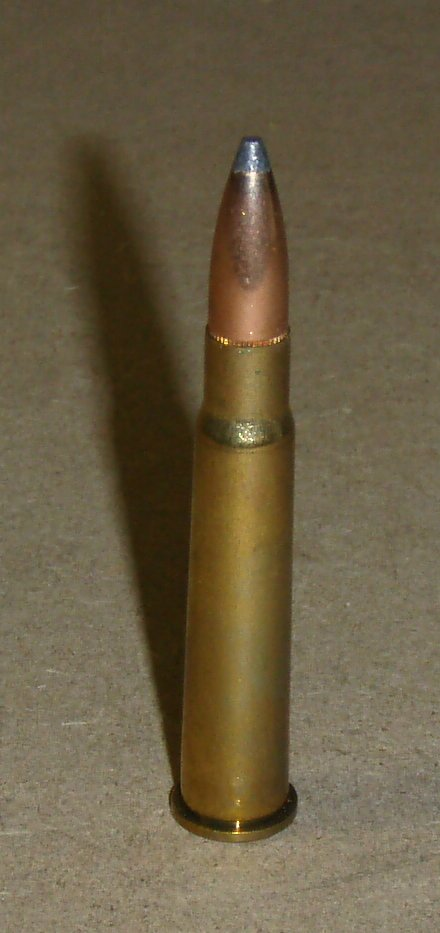
사냥용으로 적합한 민간용 소프트 포인트 .303 탄약.

.303 브리티시는 오늘날에도 흔히 사용되는 몇 안 되는 (.22 호넷, .30-30 윈체스터, 7.62×54mmR과 함께) 보틀넥 림드 센터파이어 소총 탄약통 중 하나이다. 1880년대 후반과 1890년대의 대부분의 보틀넥 림드 탄약통은 제1차 세계 대전이 끝날 무렵 사용되지 않게 되었다. .303 브리티시에 장전되는 상업용 탄약은 레밍턴 암스, 페더럴, 윈체스터, 셀리어 & 벨로트, 데넬-PMP, 프르비 파르티잔 및 울프와 같은 주요 생산 업체에서 여전히 제조하고 있기 때문에 쉽게 구할 수 있다. 상업적으로 생산되는 탄약은 다양한 전피갑탄, 소프트 포인트, 중공탄, 플랫 베이스 및 보트 테일 디자인으로 스피처 및 둥근 코 형태 모두로 널리 구할 수 있다.

### 사냥용 사용
.303 브리티시 탄약은 모든 중간 크기 게임에 적합하며, 흰꼬리사슴 및 아메리카흑곰 사냥에 탁월한 선택이다. 캐나다에서는 군용 잉여 소총이 저렴하고 쉽게 구할 수 있었을 때 무스 및 사슴 사냥용으로 인기가 많았으며, 현재도 사용되고 있다. .303 브리티시는 빠른 강선 회전율 덕분에 길고 무거운 탄두를 높은 단면 밀도로 발사할 수 있어 매우 뛰어난 관통력을 제공한다. 캐나다 레인저는 생존 및 북극곰 보호를 위해 이를 사용한다. 2015년 캐나다 레인저는 .308 윈체스터에 장전되는 소총을 평가하는 과정을 시작했다. 캐나다 국방부는 이후 이전에 발행된 리-엔필드 No. 4 소총을 7.62 × 51 mm NATO/.308 윈체스터로 평가된 콜트 캐나다 C19로 교체했다.

## .303에서 개발된 탄약

### 제1차 세계 대전 이전의 스포츠용 탄약
1890년대, 스코틀랜드 총포 제작자 다니엘 프레이저는 탄약통의 림리스 버전을 개발하여 ".303 프레이저 벨록스" 또는 ".303 프레이저 림리스"라고 불렀으며, 1897년에 특허를 받은 자신의 경사 래칫 디자인의 탄환을 사용하여 팽창을 향상시켰다. 이 탄환은 ".303 프레이저 플랜지드"라는 이름으로 판매되는 .303 브리티시 독점 장전에도 사용되었다.
.303 브리티시의 독점 장전에는 1908년 이전의 일레이 브라더스의 ".303 마크스맨"과 1911년 이전의 ".303 스위프트"가 포함된다.
1899년, 영국군 서비스 탄약은 길이를 늘리고 목을 넓혀 싱글샷 및 더블 소총용 .375 플랜지드 니트로 익스프레스 사냥 탄약으로 만들어졌다. 1905년경, 이를 다시 목을 좁혀 .375/303 웨슬리 리처즈 가속 익스프레스를 만들었다.

### 1917년 이후 군사 실험
1917년에 동일한 구경과 전체 길이를 가진 더 강력한 군용 탄약통에 대한 설계 작업이 시작되었다. 1918년에는 새로운 탄약통이 기존 림 직경을 유지하면서 제1차 세계 대전 전장에서 독일 목표물을 격파하기 위한 AP 탄약을 사용하여 재챔버링된 P14 소총과 개량된 루이스 경기관총에서 사용될 예정이었다. 이 탄약통은 "대량 생산"되었으나 공식적으로 채택되지는 않았다. 탄피는 62mm 길이었으며, 탄두(볼 마크 VII 또는 마크 VIIW)는 전체 길이를 줄이기 위해 깊이 삽입되었다. 일반 탄약은 "카트리지 S.A. 볼 .303인치 림리스"로 지정되었으나, 림에 헤드스페이스를 유지하고 세미-림드였다. 오늘날에는 ".303 루이스 세미-림드"와 같은 이름으로 더 잘 알려져 있다.

### 1945년 이후 호주 와일드캣
제2차 세계 대전 후 호주인들은 수많은 .303인치 군용 소총을 보유하게 되었지만 동시에 군용 탄약에 대한 새로운 법적 제한이 생겨, 이로 인해 많은 와일드캣 탄약이 개발되었는데, 그중 가장 잘 알려진 것은 .303/25와 .303/22이다.

### 1945년 이후 남아프리카 개발
호주와 마찬가지로 영연방의 다른 국가에서도 유사한 와일드캐팅이 진행되었고, 1969년 프리토리아 메탈 프레싱스는 .303을 6mm (.243")로 목을 좁힌 탄약을 6mm 머스그레이브라는 이름으로 공장 생산하기 시작했다.

### .303 엡스
캐나다의 엘우드 엡스(엡스 스포팅 굿즈의 설립자)는 .303 브리티시의 개량형을 만들었다. 이는 표준 .303 브리티시 탄약통보다 더 나은 탄도 성능을 제공한다. 이는 숄더 각도를 16도에서 35도로 늘리고, 케이스 테이퍼를 .062 인치 (1.6 mm)에서 .009 인치 (0.23 mm)로 줄여서 달성된다. 이러한 변경은 케이스의 내부 용량을 약 9% 증가시킨다. 증가된 숄더 각도와 감소된 케이스 테이퍼는 원래 .303 브리티시 케이스의 처진 숄더를 제거하여, 약실을 .303 엡스로 확장하는 것과 결합하여 케이스 수명을 향상시킨다.

## .303 브리티시 탄약통을 사용하는 총기
- 1885 코트니 스토킹 라이플
- 브렌 경기관총
- M1919 브라우닝 기관총 항공기 버전
- BSA 오토라이플
- 캐나다 로스 소총 Mk I ~ III
- 칼드웰 기관총
- 찰턴 자동소총
- 다른 기관총
- 파쿼슨 소총
- 글롭코 모호크 555
- 호치키스 M1909
- 휴오트 자동소총
- 정글 카빈
- 리-엔필드 소총
- 리-메트퍼드 소총
- 루이스 경기관총
- 맥크루든 경기관총
- 마르티니-엔필드 소총
- 패턴 14 소총
- 파커 헤일 스포츠맨 소총
- 루거 No. 1
- 손이크로프트 카빈
- 비커스-베르티에 경기관총
- 비커스 기관총
- 비커스 K 기관총
- 윈체스터 모델 1895

## 같이 보기
- 7 mm 구경 (탄약통 개요)
- 7.65×53mm 마우저
- 8×59mmRB 브레다
- 영국군 소총
- 소총 탄약 목록
- 림드 탄약 목록
- 권총 및 소총 탄약표
- .303 매그넘
- .303 새비지

## 참고
1. ↑   이 성능은 5.56mm M193 탄환, 5.56mm M855 탄환, 5.56mm M855A1 탄환, 7.62mm DM111 탄환, 7.62mm M80A1 탄환과 같이 압축 칸넬에서 파열되어 파편화되도록 설계된 많은 현대 군용 탄환 디자인과 매우 유사하다.[22][독자연구?][23] M855A1 및 M80A1 탄환 디자인은 이중 코어 구조를 가진다.[23]